# Amedeo Gattafoni
Amedeo Gattafoni (* 28. Mai 1944 in Civitanova Marche) ist ein ehemaliger italienischer Radrennfahrer und nationaler Meister im Radsport.

## Sportliche Laufbahn
Gattafoni war im Straßenradsport aktiv. Die nationale Meisterschaft im Straßenrennen der Amateure gewann er 1966. 1967 siegte er im Gran Premio San Basso und auf einer Etappe des Giro d’Abruzzo.
Gattafoni wurde 1969 Berufsfahrer und blieb bis 1970 im Radsport aktiv. Im Giro d’Italia 1969 war er ausgeschieden.